# Juhar-díszcincér
A juhar-díszcincér (Anaglyptus mysticus) a rovarok (Insecta) osztályának a bogarak (Coleoptera) rendjéhez, ezen belül a mindenevő bogarak (Polyphaga) alrendjéhez és a  cincérfélék (Cerambycidae) családjához tartozó faj.

## Elterjedése
A juhar-díszcincér Európa középső és déli részén található meg.

## Megjelenése
A juhar-díszcincér 0,5-1,3 centiméter hosszú. A szárnyfedők jellegzetes fekete–fehér–vörösbarna rajzolatáról, amely változó lehet, jól felismerhető. Szárnyfedőin a háromszögű pajzsocska két oldalánál dudor van.

## Életmódja
A juhar-díszcincér lomberdők, erdőszegélyek fái, cserjéi (főleg a galagonyák) lakója. A lárvák a fa rostjaival táplálkoznak, a bogarak virágport és kis virágrészeket fogyasztanak.

## Szaporodása
A bogár lárvái különböző lomblevelű fákban élnek. Fejlődési ideje két év. Esetenként a cincér laza fakéreg alatt áttelel.